# Enoplolaimus strandi
Enoplolaimus strandi är en rundmaskart som beskrevs av Allgen 1940. Enoplolaimus strandi ingår i släktet Enoplolaimus och familjen Enoplidae. Inga underarter finns listade i Catalogue of Life.